# Dan í Soylu
Dan í Soylu (9 de julio de 1996) es un futbolista feroés que juega en la demarcación de centrocampista para el Havnar Bóltfelag de la Primera División de las Islas Feroe.

## Selección nacional
Tras jugar con la selección de fútbol sub-17 de Islas Feroe, la sub-19 y la sub-21, finalmente hizo su debut con la selección absoluta el 3 de septiembre de 2020 en un partido de la Liga de las Naciones de la UEFA contra Malta que finalizó con un resultado de 3-2 a favor del combinado feroés tras los goles de Klæmint Olsen, Andreas Olsen y Brandur Hendriksson para Islas Feroe, y de Jurgen Degabriele y Andrei Agius para Malta.

## Clubes
| Club                | País        | Año       | Partidos | Goles |
| ------------------- | ----------- | --------- | -------- | ----- |
| B71 Sandoy          | Islas Feroe | 2012-2013 | 32       | 7     |
| Argja Bóltfelag II  | Islas Feroe | 2014      | 48       | 21    |
| Argja Bóltfelag     | Islas Feroe | 2014-2016 | 38       | 2     |
| EB/Streymur         | Islas Feroe | 2017      | 26       | 4     |
| Havnar Bóltfelag II | Islas Feroe | 2018-2019 | 4        | 0     |
| Havnar Bóltfelag    | Islas Feroe | 2018-     | 126      | 28    |

## Palmarés

### Campeonatos nacionales
| Título                              | Club             | País        | Año  |
| ----------------------------------- | ---------------- | ----------- | ---- |
| Primera División de las Islas Feroe | Havnar Bóltfelag | Islas Feroe | 2018 |
| Copa de las Islas Feroe             | Havnar Bóltfelag | Islas Feroe | 2019 |